# Ningirsu

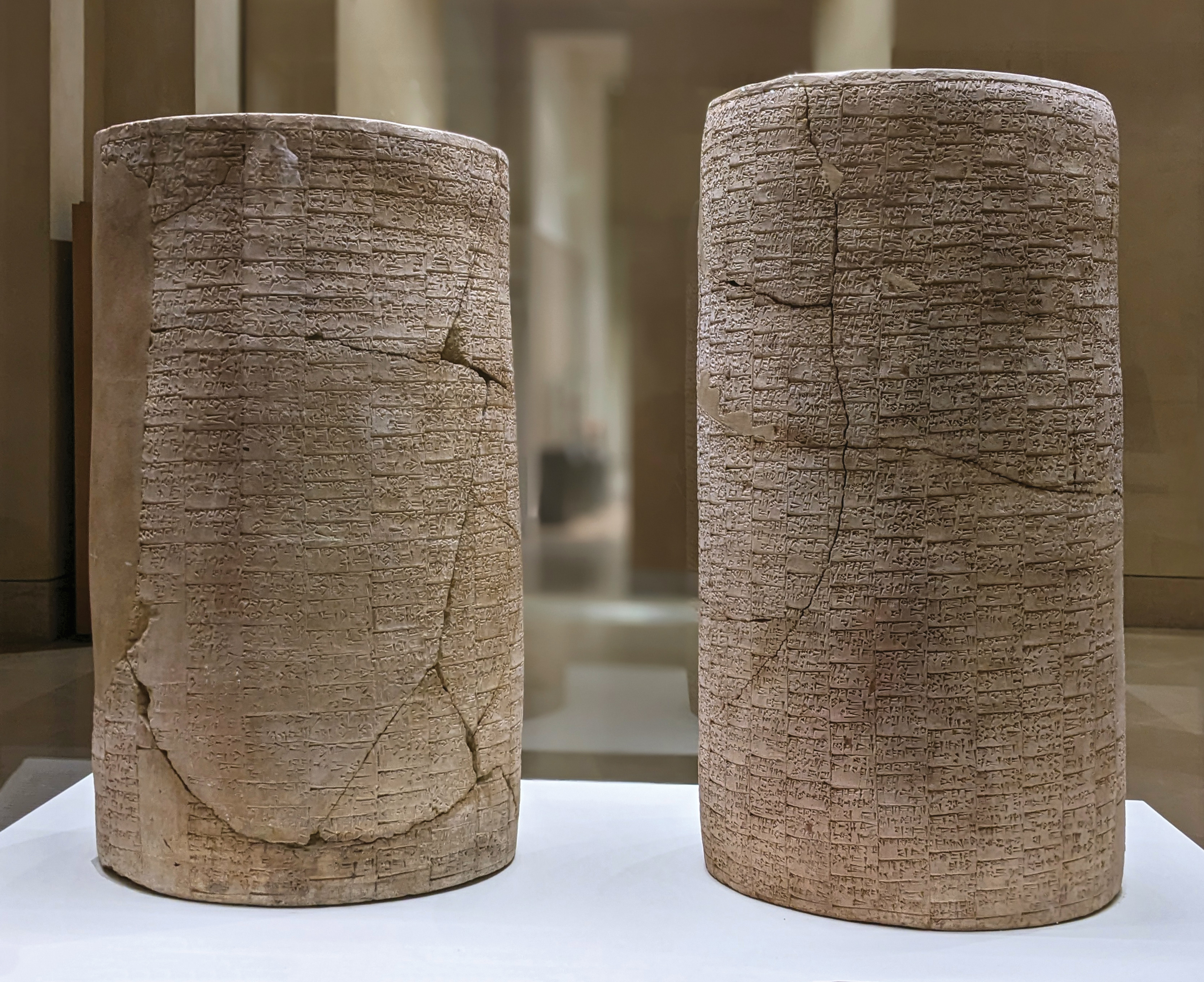
tzw. cylindry Gudei - gliniane walce pokryte inskrypcją klinową opisującą rozbudowę E-ninnu („Domu Pięćdziesiątki”) - świątyni boga Ningirsu w mieście Girsu

Ningirsu (sum. dnin-gir2-su, tłum. „Pan (miasta) Girsu”) - sumeryjski bóg wojny i polowań, syn bogini Ninmah, którego centrum kultu znajdowało się w świątyni E-ninnu w mieście Girsu, często utożsamiany z bogiem Ninurtą. Mity sumeryjskie wskazują na Ningirsu jako boga miłującego sprawiedliwość, często pojawia się w nich motyw sieci Ningirsu, którą bóg ten miał obezwładniać swych przeciwników oraz karać krzywoprzysięzców. Najwięcej informacji o Nigirsu znajduje się na tzw. Steli sępów oraz w inskrypcjach Gudei, władcy Lagasz, który zainicjował rozbudowę E-nninu. Występuje w „Micie o ptaku Anzu” (wersja starobabilońska), w którym walczy z ptakiem Anzu, który skradł tabliczkę losów.
|                                                                        |
| dnin-gir2-su Sumeryjski zapis imienia boga Ningirsu w piśmie klinowym. |